# Auto-patrouille
Auto-patrouille (Adam-12) est une série télévisée américaine en 174 épisodes de 25 minutes, créée par Robert A. Cinader et Jack Webb, diffusée entre le 21 septembre 1968 et le 20 mai 1975 sur le réseau NBC. Elle est parfois connue du public francophone sous le nom d'Anémone-12.
La série a été doublée au Québec et diffusée à partir du 6 septembre 1970 à Télé-Métropole, et en France dans les années 1970 sous son titre original Adam-12 sur Télé Luxembourg.
Rediffusion de la plupart des épisodes des 5 premières saisons au Québec sur Prise 2.

## Synopsis
Cette série met en scène le quotidien de Peter Malloy et Jim Reed, deux policiers de Los Angeles, dans leur voiture de patrouille.

## Distribution
- Martin Milner (VQ : Benoît Marleau) : officier Pete Malloy
- Kent McCord (VQ : Patrick Peuvion) : officier Jim Reed
- William Boyett (VQ : Yves Massicotte) : sergent MacDonald

 Source et légende : version québécoise (VQ) sur Doublage.qc.ca

## Épisodes

### Première saison (1968-1969)
1. La Mission impossible (The Impossible Mission)
2. Le Bandit de la TV couleur (The Color TV Bandit)
3. C'est juste une petite bosse, n'est-ce pas ? (It's Just a Little Dent, Isn't It?)
4. Reed, les flics font leur travail et nous faisons le nôtre (Reed, the Dicks Have Their Jobs, and We Have Ours)
5. Tu n'es pas le premier gars à avoir un problème (You're Not the First Guy's Had the Problem)
6. Et vous voulez que je me marie ? (And You Want Me to Get Married?)
7. Je me sens comme un imbécile, Malloy (I Feel Like a Fool, Malloy)
8. Le Président (El Presidente)
9. La Pelouse volée (The Stolen Lawn)
10. Producteur (Producer)
11. Le Boa constrictor (The Boa Constrictor)
12. Fuyez ! (The Runaway)
13. Noël - Le Camion à benne jaune (Christmas - The Yellow Dump Truck)
14. La Longue Marche (The Long Walk)
15. Le Revers de l'affaire de Jimmy Eisley (Jimmy Eisley's Dealing Smack)
16. Grand Vol de cheval ? (Grand Theft Horse?)
17. Tout s'est passé si vite (It All Happened So Fast)
18. Vous l'avez fait sauter (You Blew It)
19. Un cavalier, Code 2 (A Jumper, Code 2)
20. Je suis toujours un flic (I'm Still a Cop)
21. Nous ne pouvons pas nous en éloigner (We Can't Just Walk Away from It)
22. Un flic mort n'aide plus personne (A Dead Cop Can't Help Anyone)
23. Il essayait de me tuer (He Was Trying to Kill Me)
24. Garçon, toutes ces choses que tu fais pour le travail (Boy, the Things You Do for the Job)
25. Dites-lui qu'il a poussé un peu trop fort (Tell Him He Pushed a Little Too Hard)
26. Alors ce petit gars entre dans un bar et… (So This Little Guy Goes Into a Bar, and…)

### Deuxième saison (1969-1970)
1. Exactement 100 verges (Exactly One Hundred Yards)
2. Flic est un mot de quatre lettres (Pig Is a Three Letter Word)
3. Une chose différente (A Different Thing)
4. Un son comme le tonnerre (A Sound Like Thunder)
5. Bébé (Baby)
6. Une fois un Junkie (Once a Junkie)
7. Salle d'audience (Courtroom)
8. Grotte (Cave)
9. Aussi haut que vous êtes (As High as You Are)
10. Otage (Hostage)
11. Division Astro (Astro)
12. SWAT (S.W.A.T.)
13. Usurpation d'identité (Impersonation)
14. Une occasion rare (A Rare Occasion)
15. Aéroport (Airport)
16. Vengeance (Vengeance)
17. La Bombe (The Bomb)
18. Service léger (Light Duty)
19. Le Héros (The Hero)
20. Voleur d'enfant (Child Stealer)
21. Vol de banque (Bank Robbery)
22. Tentative de corruption (Attempted Bribery)
23. Vol à l'étalage (Shoplift)
24. Le Fond de la bouteille (Bottom of the Bottle)
25. Bon Flic : manipuler avec précaution (Good Cop: Handle with Care)
26. Trouvez-moi une aiguille (Find Me a Needle)

### Troisième saison (1970-1971)
1. Requins de prêt (Loan Sharks)
2. Vol d'argent (Easy Bare Rider)
3. Attrape-sac (Purse Snatcher)
4. Un jeune garçon (Bright Boy)
5. Cigarettes, voitures et femmes sauvages, sauvages (Cigarettes, Cars and Wild, Wild Women)
6. Enfant disparu (Missing Child)
7. Bon Week-end (Have a Nice Weekend)
8. Elégie à la mémoire d'un chien (Elegy for a Pig)
9. Indiens (Indians)
10. Incendie criminel (Arson)
11. Pèlerinage (Pilgrimage)
12. Le Signe des jumeaux (Sign of the Twins)
13. Des escrocs (Con Artists)
14. La Guerre des gangs (Gang War)
15. Titre français inconnu (LEMRAS - Law Enforcement Manpower Resources Allocation System)
16. Affaires intérieures - Chantage (I.A.D.)
17. Les Vandales (The Vandals)
18. Entre hommes (Man Between)
19. Une fois un flic (Once a Cop)
20. Les Militants (Militants)
21. Les Cambrioleurs (The Poachers)
22. Un enfant en danger (Child in Danger)
23. Vice versa (Vice Versa)
24. L'Heure de la poste (Post Time)
25. Bonne Raison de courir (Reason to Run)
26. Un travail sûr (Safe Job)

### Quatrième saison (1971-1972)
1. Extorsion (Extortion)
2. Million Dollar Bluff (Million Dollar Buff)
3. Les Grand-Mères (The Grandmother)
4. Le Radical (The Sniper)
5. La Recherche (The Search)
6. Le Furet (The Ferret)
7. Truands (Truant)
8. Embuscade (Ambush)
9. Anniversaire (Anniversary)
10. Surveillance de jour (Day Watch)
11. Assassinat (Assassination)
12. Le Dinosaure (The Dinosaur)
13. Ramasse ça (Pick-Up)
14. Tous citoyens (Citizens All)
15. La Princesse et le Flic (The Princess and the Pig)
16. L'Astuce (The Tip)
17. Le Contrevenant à la libération conditionnelle (The Parole Violator)
18. Adoption (Adoption)
19. Mary Hong aime Tommy Chen (Mary Hong Loves Tommy Chen)
20. Station de métro (Sub-Station)
21. Voiture L-20, répondez ! (Back-Up One L-20)
22. Qui a gagné ? (Who Won?)
23. Témoin oculaire (Eyewitness)
24. Le Guerrier du mercredi (The Wednesday Warrior)

### Cinquième saison (1972-1973)
1. Duel Duel (Dirt Duel)
2. L'Éternel Bébé (The Late Baby)
3. L'Avion (Airdrop)
4. Perdu et trouvé (Lost and Found)
5. Route d'entrainement (Training Wheels)
6. Le Poids de l'insigne (Badge Heavy)
7. Harry Craig (Harry Nobody)
8. La Surprise (The Surprise)
9. La Vendetta (Vendetta)
10. Le Chasseur (The Chaser)
11. L'Immigrant tailleur (The Immigrant Tailor)
12. Cadeaux et longues lettres (Gifts and Long Letters)
13. Le Stand d'O'Brien (O'Brien's Stand)
14. Clair avec un civil (1/2) (Clear with a Civilian - Part 1)
15. Clair avec un civil (2/2) (Clear with a Civilian - Part 2)
16. Arrestation citoyenne(Citizen's Arrest - 484))
17. La Bête (The Beast)
18. Prise d'otages (Killing Ground)
19. Veille de nuit (Night Watch)
20. Suspendu (Suspended)
21. Un fou et son argent (A Fool and His Money)
22. Anatomie d'un 415 (Anatomy of a 415)
23. Garder les onglets (Keeping Tabs)
24. Voleur de voitures (Easy Rap)

### Sixième saison (1973-1974)
1. Division Harbor (Harbor Division)
2. Division Rampart (Rampart Division)
3. Division Foothill (Foothill Division)
4. Division West Valley (West Valley Division)
5. Division Venice (Venice Division)
6. Hot Shot (Hot Shot)
7. Division Van Nuys (Van Nuys Division)
8. Division Training (Training Division)
9. Capture (Capture)
10. Le Radical (The Radical)
11. Division Northwest (Northwest Division)
12. Si la chaussure convient (If the Shoe Fits)
13. Division Southwest (Southwest Division)
14. La douce odeur...(The Sweet Smell…)
15. Problème à la banque (Trouble in the Bank)
16. Division Hollywood (Hollywood Division)
17. Se la couler douce (Taking It Easy)
18. Collision (Training Wheels)
19. Patrouille de routine (Routine Patrol)
20. Sunburn (Sunburn)
21. Skywatch (Partie 1) (Skywatch - Part 1)
22. Skywatch (Partie 2) (Skywatch - Part 2)
23. L.A. International (L.A. International)
24. Clinique de la 18ème rue (Clinic on Eighteenth Street)

### Septième saison (1974-1975)
1. Camp Partie 1 (Camp - Part 1)
2. Camp Partie 2(Camp - Part 2)
3. Travail en équipe (Team Work)
4. L'Appel (Roll Call)
5. Suspect numéro un (Suspect Number One)
6. Point de vue (Point of View)
7. Tremblement de terre (Earthquake)
8. X-Force (X-Force)
9. Alcool (Alcohol)
10. Le rizque du crédit (Credit Risk)
11. Noël (Christmas)
12. Coup de pot (Pot Shot)
13. G.T.A.(G.T.A.)
14. Victime d'un crime (Victim of the Crime)
15. Point de pression (Pressure Point)
16. Soirée entre filles (Lady's Night)
17. Citoyen armé (Citizen with Gun)
18. Poursuite (Follow Up)
19. Suicide (Suicide)
20. Opération Action (Operation Action)
21. Gus Corbin (Gus Corbin)
22. Dana Hall (Dana Hall)
23. (Something Worth Dying For - Part 1)
24. (Something Worth Dying For - Part 2)

## Crossovers
La série fait partie du même univers réaliste que les séries Badge 714 (Dragnet) et Emergency! (en), toutes trois ont d'ailleurs pour producteur Jack Webb. Auto-patrouille a connu de multipes crossovers avec les deux autres séries.
Martin Milner et Kent McCord ont fait un caméo dans la série Laugh-In.